# Corso Sint Jansklooster
Corso Sint Jansklooster is een bloemencorso in de Nederlandse plaats Sint Jansklooster. Het vindt jaarlijks op de derde vrijdag van augustus plaats en trekt per editie tienduizenden bezoekers. De eerste editie was in 1968.
Het evenement is erkend als immaterieel cultureel erfgoed en als beeldbepalend evenement in de provincie Overijssel. Ook staat het bekend als het grootste verlichte bloemencorso ter wereld.

## Geschiedenis

### Ontstaan
Het corso startte, zoals veel corso's, als optocht ter gelegenheid van de verjaardag van koningin Wilhelmina. Het was als een allegorische optocht met boerenwagens en verklede personen. In 1968 begon men, naar voorbeeld van anderen, dahlia's te gebruiken ter versiering. Geleidelijk aan ontwikkelde de optocht zich tot een bloemencorso. Het aantal allegorische wagens bleef uiteindelijk beperkt tot een.

### Veranderingen in de corsowagens
Na 1979 werden voor de wagens staalconstructies gebruikt, waardoor de grootte kon toenemen. Ontwerpers gingen bepalen hoe de wagens er uit kwamen te zien. In 1987 werden voor het eerst zelfrijdende onderstellen toegepast.
Het gebruik van figuratie en theater op de wagens nam in de loop der jaren toe met gebruik van elementen zoals toneelspel, geluid en muziek, beweging en rook.

### Corona
In 2020 en 2021 ging het bloemencorso niet door in verband met de coronamaatregelen. In plaats van een presentatieavond tijden de feestweek is er een corsoquiz gehouden. Als alternatief voor het corso waren er stilstaande wagens waar publiek langs kon lopen of fietsen.

## Erfgoed en erkenning
Sinds 2021 staat het corso als onderdeel van de corsocultuur op de lijst van immaterieel werelderfgoed van Unesco. In 2023 won het de nationale titel Beste Publieksevenement 2023.

## Bouw van de wagens
De voorbereiding begint maanden van tevoren, waarbij een ontwerper een artistiek concept uitwerkt tot een schaalmodel. Deze maquettes worden vervolgens op ware grootte nagebouwd tot metershoge wagens. De bouw vindt plaats in speciale tenten en vraagt een grote inzet van jong en oud. Het corso wordt gedragen door vrijwilligers uit het dorp, waarbij de bouwers zijn aangesloten bij een van de twaalf corsogroepen.
De ontwerpen van de wagens worden bekend gemaakt in de feestweek in april of mei.

## Ereprijzen
| Jaar | Wagenbouwersgroep   | Onderwerp                      |
| ---- | ------------------- | ------------------------------ |
| 2024 | Olympia             | Gierig                         |
| 2023 | Alliance            | Onraad                         |
| 2022 | PODB de Brekers     | Cliffhanger                    |
| 2019 | Olympia             | Ukai                           |
| 2018 | Fun Fun             | Goudzoeker                     |
| 2017 | Fun Fun             | Verweven                       |
| 2016 | Olympia             | Hannibal                       |
| 2015 | Alliance            | Stekelig                       |
| 2014 | The Next            | Vlucht naar het zuiden         |
| 2013 | Fun Fun             | Bram                           |
| 2012 | Fun Fun             | Bijvangst                      |
| 2011 | The Next            | Maori                          |
| 2010 | Olympia             | In de huid van de jager        |
| 2009 | Fun Fun             | Tijdloos                       |
| 2008 | Olympia             | Alles Register... Open!        |
| 2007 | Olympia             | VersPieckerd                   |
| 2006 | Ideefix             | Metamorfose                    |
| 2005 | Olympia             | Gevangen in angst              |
| 2004 | Fun Fun             | Don Quichot                    |
| 2003 | Fun Fun             | Museum                         |
| 2002 | Fun Fun             | Droom                          |
| 2001 | After Neros         | Dies Et Noctus                 |
| 2000 | Fun Fun             | De Verzonken Kathedraal        |
| 1999 | Olympia             | In de Ban van de Ring          |
| 1998 | Olympia             | Napoleon Bonaparte             |
| 1997 | Fun Fun             | De Drakenschilder              |
| 1996 | Olympia             | Rodeo Circus                   |
| 1995 | Olympia             | Ceasar                         |
| 1994 | De Brekers          | Strauss, de Walzkoning         |
| 1993 | Knelis              | Mythe der Vikingen             |
| 1992 | De Brekers          | Muurschilderingen              |
| 1991 | Bee Vee             | Mozart                         |
| 1990 | After Neros         | Prinses Zilvermaan             |
| 1989 | After Neros         | Het Krekelconcert              |
| 1988 | After Neros         | De Kerkmuis                    |
| 1987 | Stavo               | Fata Morgana                   |
| 1986 | Brok                | Taran en de Toverketel         |
| 1985 | De Doppe cq de keet | Droombeeld                     |
| 1984 | Stavo               | Poseidon                       |
| 1983 | Brok                | Ollie B. Bommel                |
| 1982 | Brok                | De nachtegaal van de Keizer    |
| 1981 | Vestitus            | De tuinman en de fakir         |
| 1980 | Bee Vee             | Ontdek uw land                 |
| 1979 | Meijer              | Het jaar van het kind 2e prijs |
| 1978 | Meijer              | Het werk in de Abdij           |
| 1977 | Meijer              | Sil de Strandjutter            |
| 1976 | Meijer              | Urashima                       |
| 1975 | -                   | -                              |
| 1974 | -                   | -                              |
| 1973 | Meijer              | Flora godin der bloemen        |
| 1972 | Meijer              | De boer hij ploegt voort       |
| 1971 | -                   | -                              |
| 1970 | -                   | -                              |
| 1969 | -                   | -                              |

## Galerij

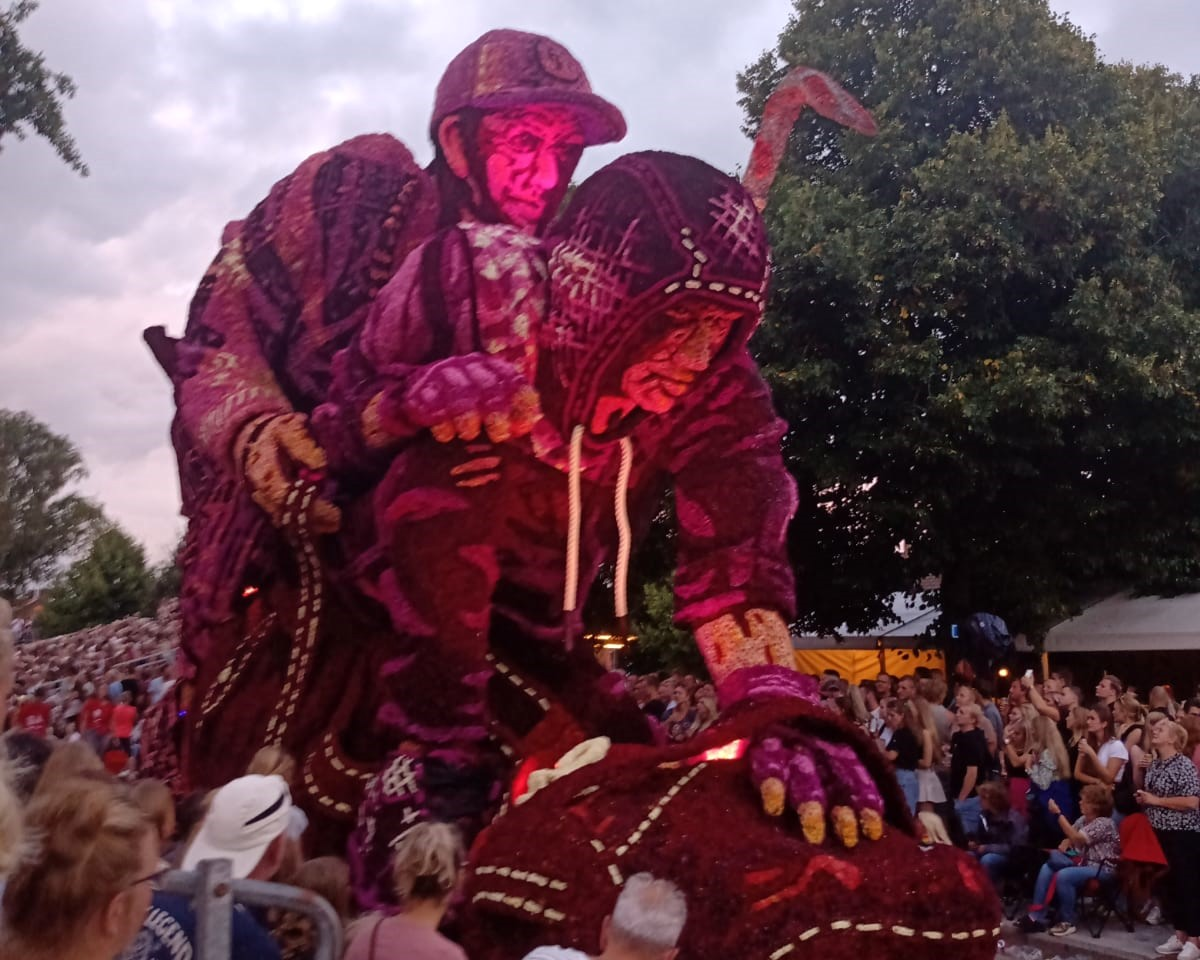
Corsowagen tijdens het corso 2022.
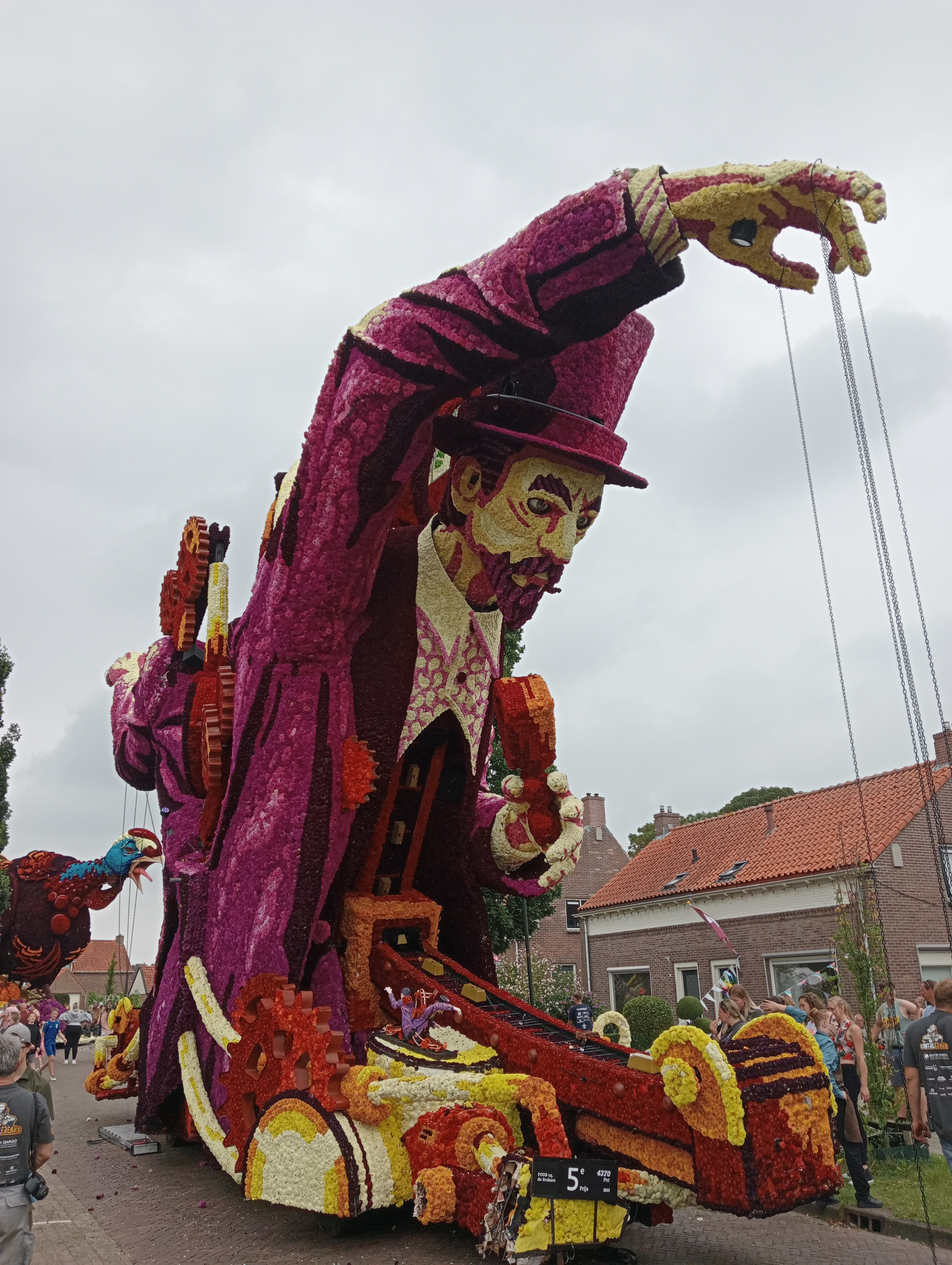
Corsowagen in 2023.